# Obrium huae jianbini
Obrium huae jianbini es una subespecie de escarabajo longicornio del género Obrium, categorizada en la tribu Obriini, de la subfamilia Cerambycinae. Fue descrita por Niisato & Chou en 2018.

## Descripción
Mide 3-3,6 mm de longitud.

## Distribución
Se distribuye por China.